# Liste des députés à l'Assemblée nationale constituante de 1946

Cette liste recense les personnes qui ont assuré un mandat de député au cours de l'Assemblée nationale constituante de 1946.
- Haut – A
- B
- C
- D
- E
- F
- G
- H
- I
- J
- K
- L
- M
- N
- O
- P
- Q
- R
- S
- T
- U
- V
- W
- X
- Y
- Z

## A
- Ferhat Abbas
- Pierre, Louis, Ernest, Armand Abelin
- Daoud Ben Saïd dit Mohand Achour
- Georges Ahnne
- Julien, Jérôme Airoldi
- Auguste, Simon Allonneau
- Pierre André
- Yves Angeletti
- Paul, Alphonse Antier
- Joseph, Sourou, Migan, Marcellin Apithy
- Charles, Louis, Marie, Pierre de Bancalis de Maurel d'Aragon
- René, Albert Arbeltier
- Georges Archidice
- Franck Arnal
- René, Fernand Arthaud
- Louis, Jacques, Gabriel Asseray
- Emmanuel, Raoul, Maurice d'Astier de la Vigerie
- Albert, Jules, Marie Aubry
- Jean, Fernand Audeguil
- Jacques Augarde
- Louis-Paul Aujoulat
- Vincent, Jules Auriol

## E
- Eugénie Éboué-Tell
- Albert Ehm
- Émile Engel
- Jean Errecart
- Just Évrard

## I
- Paul Ihuel

## J
- Louis Jacquinot
- Gérard Jaquet
- Jean-Jacques Juglas
- Alfred Jules-Julien
- Gaston Julian
- Jean Jullien
- Pierre July
- Max Juvénal

## K
- Félix Kir
- Maurice Kriegel-Valrimont
- Alfred Krieger

## Q
- André Quénard
- Bernard Quénault de la Groudière
- François Quilici

## W
- Jean Wagner
- Joseph Wasmer
- Marie-Louise Weber

## Y
- Joseph Yvon

## Z
- Michel Zunino